# Andreas Holt
Andreas Holt (17. februar 1729 i Christiania – 20. januar 1784 i København) var en dansk-norsk deputeret.
Han var søn af købmand Peder Hansen Holt og Lisbet Jensdatter f. Stør, blev student 1747 og tiltrådte 1759 som hovmester for agent Erik Ankers sønner Carsten og Peter en udenlandsrejse, der skal have varet i 6 år. 1770 fik han rang som virkelig kancelliråd, blev samme år medlem af en til Island sendt overlandkommission og 1772 af en på Kongsberg angående sølvværkets drift nedsat kommission. 1773 blev han kommitteret i General- Landøkonomi- og Kommercekollegiet (til 1776) samt chef for sammes norske sekretariat og assessor i Bjergværksdirektoriet (til 1775). 1773 fik han endvidere justitsråds rang, blev 1774 virkelig justitsråd, 1779 etatsråd, 1781 deputeret i Bjergværksdirektoriet og døde i København 20. januar 1784. Han var forfatter eller oversætter af de i London 1772 udkomne Letters from an English gentleman concerning the late transactions in Copenhagen, der for øvrigt også tillægges Ove Høegh-Guldberg og angår Struensees fald osv.